# B型小惑星

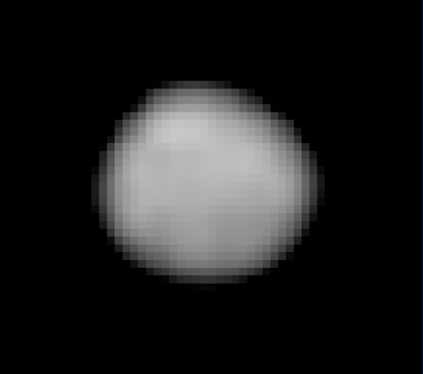
B型小惑星で最大のパラス

B型小惑星(英語:B-type asteroids)はあまり一般的ではない炭素質の小惑星。C型小惑星の範囲に分類される。B型は小惑星帯の外側に豊富で、また、軌道傾斜角が大きく、2番目に大きい小惑星である2 パラスを含むパラス族がB型小惑星である。これらは太陽系初期のころの高揮発性の物体の残りが付着していると考えられる。

## 特徴
一般的にC型小惑星と似ており、紫外線の吸収が0.5 μmより少ないか、まったく無く、スペクトルは赤よりもほのかに青い。また、アルベドは一般のC型小惑星は暗い傾向にあるが、これらよりは明るい。B型小惑星の分光学では無水ケイ酸塩、水和粘土鉱物、有機ポリマー、磁鉄鉱、硫化物などが主に表面を作り上げているとしている。B型小惑星に最も似ているものは研究室でゆっくりと加熱された炭素質の球粒隕石に求められた。